# Козодой, Виктор Иванович
Ви́ктор Ива́нович Козодо́й (род. 18 декабря 1961, Новосибирск) — российский историк, заместитель губернатора Новосибирской области с 11 мая 2012 года по 6 апреля 2014 года, доктор исторических наук, профессор, соучредитель и ректор (2004—2010) Сибирской академии управления и массовых коммуникаций, в 2018 году работал исполняющим обязанности директора Института истории СО РАН.

## Биография

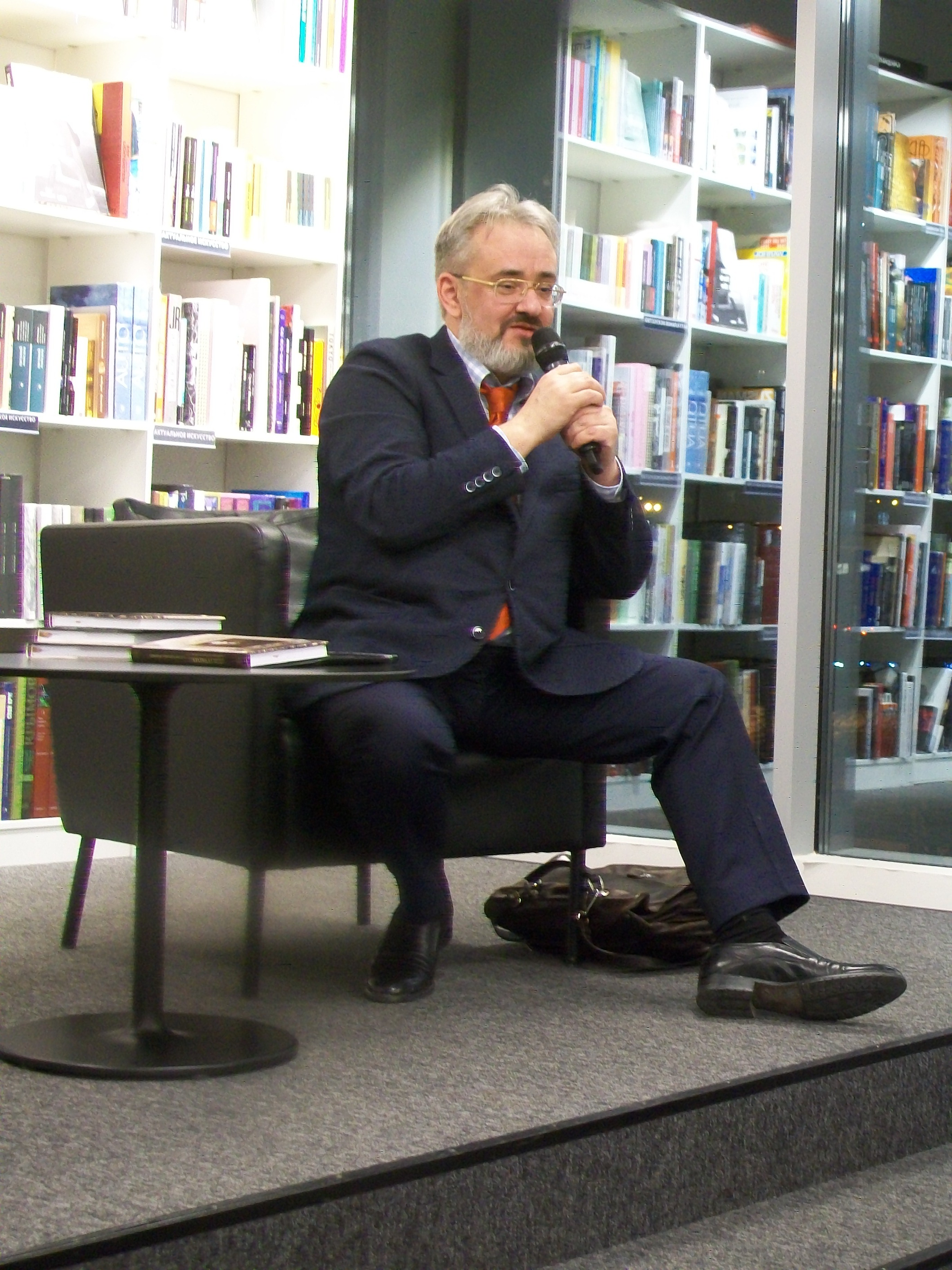
Виктор Козодой в Ельцин-центре читает лекцию об А. И. Гучкове (март 2017 года)

В 1990 г. окончил Исторический факультет Новосибирского государственного педагогического института по специальности «История и педагогика», получив квалификацию «учитель истории и обществоведения, методист по воспитательной работе».
В 1990—1993 годы народный депутат Новосибирского городского Совета. В 1992—1993 гг. работал заместителем председателя Фонда имущества г. Новосибирска.
1994—1997 гг. — заместитель директора ЗАО «Сибтелеком».
1997—2006 гг. — генеральный директор Фонда развития политических технологий и прогнозирования «Сибирь-Форум».
В 2004 году совместно с доктором исторических наук А. Г. Осиповым и директором Института философии и права СО РАН, доктором философских наук В. В. Целищевым выступил учредителем Сибирской академии управления и массовых коммуникаций НОУ ВПО САУМК(и).
С 2004 по 2010 годы — ректор НОУ ВПО «Сибирская академия управления и массовых коммуникаций (институт)».
С 2011 года по настоящее время — президент НОУ ВПО «Сибирская академия управления и массовых коммуникаций (институт)».
С 1996 года занимается преподавательской деятельностью.
В 2000 году защитил диссертацию в Новосибирском государственном университете на соискание ученой степени кандидата исторических наук по теме «Формирование многопартийности в Западной Сибири. 1988—1995 гг.».
2005—2010 г. — депутат городского Совета депутатов города Новосибирска.
В 2007 г. по ходатайству Института философии и права СО РАН награждён орденом «За вклад в просвещение».
В мае 2009 года в Российской академии государственной службы при Президенте Российской Федерации (Москва) защитил докторскую диссертацию на тему «Общественно-политическая жизнь Сибири (вторая половина 1980-х — середина 1990-х)».
В 2008 г. лауреат Уральской премии за достижения в сфере связей с общественностью «Белое крыло» в номинации «Лучший PR-менеджер».
С октября 2010 года по май 2012 года — депутат Законодательного Собрания Новосибирской области.
В 2010 году советник председателя Совета депутатов города Новосибирска.
С мая 2012 года по апрель 2014 года — заместитель Губернатора Новосибирской области.
22 января 2018 года назначен временно исполняющим обязанности директора Института истории Сибирского отделения РАН. По окончании годового контракта руководство Федерального агентства научных организаций решило не продлять его ещё на год, и 21 января 2019 года Козодой закончил исполнять свои обязанности.
В 2019 году участвовал в выборах мэра Новосибирска, но уступил действующему мэру и более популярным оппозиционным кандидатам, набрав 0,72% голосов.

## Награды
- Орден «Достык» II степени (2022, Казахстан)[4].
- Орден «За вклад в просвещение».

## Работы
Автор более сорока научных и учебно-методических работ, в том числе автор и соавтор монографий:
- Козодой В. И. (в соавторстве). Политический спектр. Формирование многопартийности в Западной Сибири 1986—1996 гг. (монография). — Новосибирск, 2003. — 324 с. (22,12 п. л.). ISBN 5-94023-051-2
- Козодой В. И. Формирование многопартийности в Сибири в 1985—1996 гг. (монография). — Новосибирск, 2004. — 452 с. (21,3 п. л.). ISBN 5-85921-488-X
- Козодой В. И. (в соавторстве). Власть, общество, выборы. Политические развитие Новосибирской области в 2000—2003 гг. (монография). — Новосибирск, 2005. — 546 с. (31,67 п. л.). ISBN 5-94023-085-7
- Козодой В. И. (в соавторстве). Новосибирск: Время, вперед! Общественно-политическое развитие Новосибирска 2000—2008 гг. (монография). — Новосибирск, 2008. — 616 с. (31,1 п. л.). ISBN 978-5-98901-047-9
- Козодой В. И. Общественно-политическая жизнь Сибири: вторая половина 1980 — середина 1990-х гг. (Историографический аспект). — Новосибирск, 2009. 194 с. (12,2 п. л.). ISBN 978-5-98901-068-4
- Козодой В. И. Сибирский разлом. Общественно-политическая жизнь Сибири: 1985—1996 г. Монография. Новосибирск: Параллель, 2011. 420 с. — ISBN 978-5-98901-088-2
- Козодой В. И. Александр Иванович Гучков и Великая русская революция. Новосибирск: Издательские решения, 2016. 358 с. — ISBN 978-5-4474-4473-0
- Козодой В. И. Алихан Букейханов: человек-эпоха. Новосибирск: Дом мира, 2021. 312 с. — ISBN 978-5-6046073-4-3 [5].
- Козодой В. И. Князь сибирских кыргызов Эренек. Новосибирск, 2023. 160 с. — ISBN 978-5-6050482-0-6

Научные и учебно-методические работы:
- Борьба радикалов и реформаторов в процессе партийного строительства в Сибири летом 1991 г.
- Движение сибирских «неформалов» в 1986—1990 гг.
- Становление оппозиционных организаций в Сибири (1989 — август 1991 г.)
- Проблемы функционирования политической оппозиции
- Политическое противоборство в Сибири в период конституционного кризиса 1993 г.
- Становление политической оппозиции в России: исторический опыт